# Данилюк Володимир Олександрович

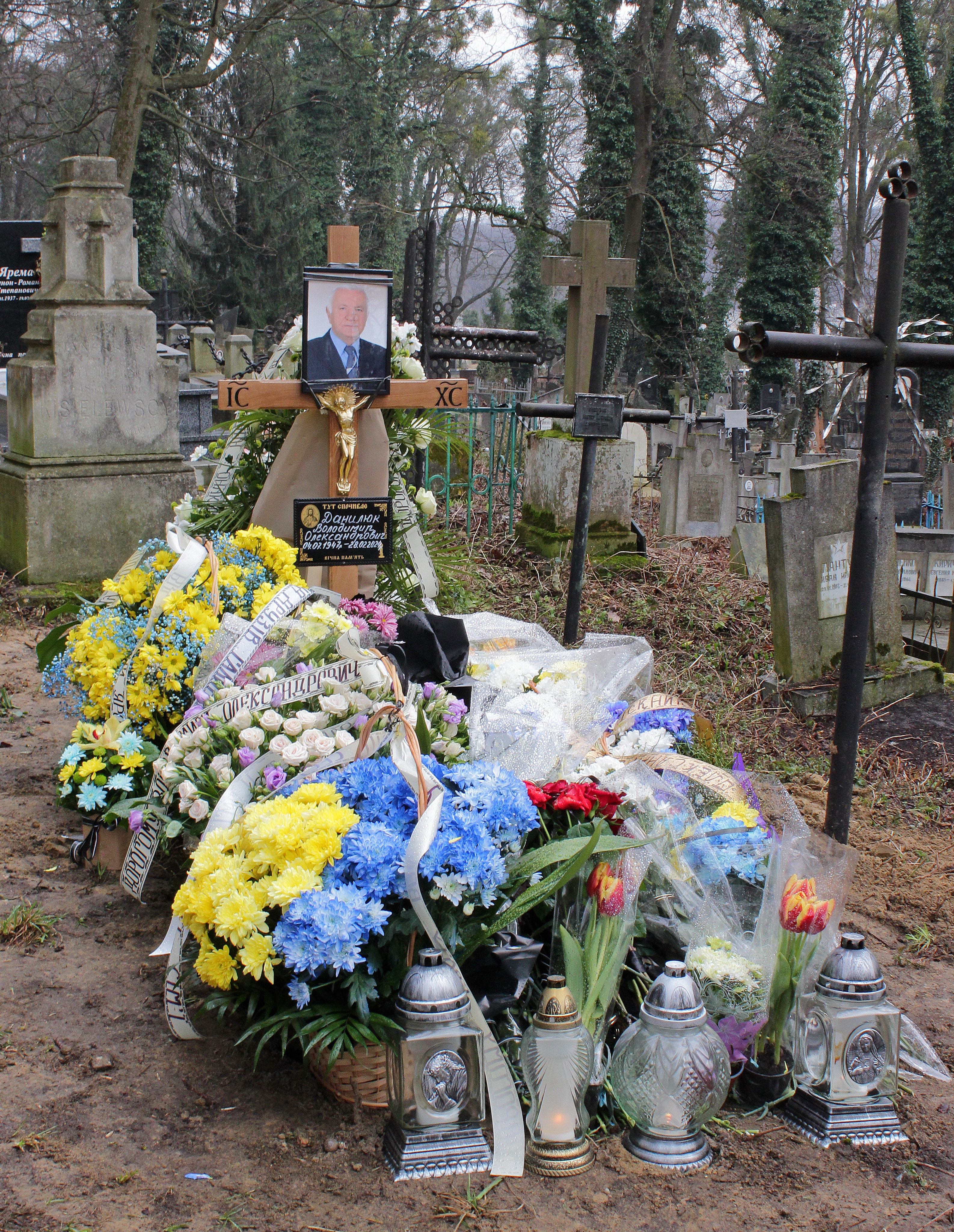

Володи́мир Олекса́ндрович Данилю́к (*4 липня 1947, Стрий, Дрогобицька область, УРСР, СРСР — пом. 28 лютого 2024, Львів, Україна) — радянський футболіст. Найрезультативніший гравець в історії клубу «Карпати» (Львів).
У «Карпатах» виступав з 10 квітня 1966 року по 23 жовтня 1978 року, за цей час забив 88 голів у чемпіонатах СРСР, 6 м'ячів у матчах за Кубок, 34 — у міжнародних товариських зустрічах. Виступав за молодіжну збірну СРСР. Майстер спорту СРСР. Заслужений тренер України.

## Життєпис
Народився 4 липня 1947 року в місті Стрию (Львівської області) в сім'ї робітника. Після закінчення школи в Стрию Данилюк потрапив до дрогобицького «Нафтовика», за три місяці в змаганнях класу «Б» встиг забити 9 м'ячів. Наприкінці сезону 1965 року до Дрогобича приїхали «Карпати», і в товариській грі юний нападник грав дуже активно. Головний тренер «зелено-білих» росіянин Микола Дементьєв запросив його до «Карпат».
10 квітня 1966 року Володимир Данилюк дебютував у складі львів'ян. Ще на тренувальних зборах період в Ялті йому зламали носа, потім у ході сезону зламали й ногу. У дебютному сезоні 19-річний Данилюк не зумів проявити всі свої бомбардирські здібності. З сезону 1968 він став постійним гравцем основи. Цього року «Карпати» виграли чемпіонат у своїй підгрупі забивши 80 м'ячів у 40 іграх. Данилюк за 33 матчі здобув 21 гол. Цей рік залишився найрезультативнішим у кар'єрі нападника із номером «9». Наступного року разом з командою виграв Кубок СРСР. Партнерами в атаці були Янош Габовда, Геннадій Лихачов і Володимир Булгаков.
«Карпати» виграли турнір першої ліги у 1970 році і здобули право грати у вищій лізі. За 7 років у вищій лізі чемпіонату СРСР (1971—1977) Володимир Данилюк зіграв 142 матчі в яких забив 42 голи. Він входить до списку 50 найкращих українських голеадорів чемпіонату СРСР за всю її історію. Перенісши у своїй кар'єрі п'ять різних переломів, 31-річний футболіст завершив виступи після сезону 1978. Номер «9» перейшов до 21-річного Степана Юрчишина.
Від 1979 року працював тренером-викладачем у Львівському училищі фізичної культури. З першого випуску хлопців 1966 року народження вийшли Михайло Стельмах, Володимир Різник, Ярослав Ланцфер та олімпійський чемпіон 1988 року Володимир Татарчук, за підготовку якого його Данилюкові присвоїли звання заслуженого тренера України. З другого випуску (1973 р.н.) вийшов півзахисник «Карпат» Роман Гнатів, з наступного (1978 р.н.) гравці ФК «Львів» Лагода та Підвальний, а також Василь Демидяк, котрий грав у тернопільській «Ниві» (став наймолодшим автором голу в чемпіонатах України — забив у віці 16 років і 7 місяців), «Чорноморці», ЦСКА (Київ). Його вихованцями (1983 р.н.) були гравець «Карпат» Олег Веприк та Микола Макарчик, який згодом виступав за юнацьку команду «Боруссії» (Дортмунд).
6 липня 2023 року під час російського ракетного удару по Львову одна з ракет влучила в будинок, у якому проживав Володимир Данилюк. Квартира футболіста залишилася без вікон і дверей через ударну хвилю, а самого Володимира врятувала його дружина Ярослава, яка допомогла чоловікові вибратися зі зруйнованого помешкання. 
Помер 28 лютого 2024 року на 77-му році життя внаслідок тривалої хвороби.Похований на Личаківському цвинтарі, поле 20.

## Стиль гри
Був швидким і енергійним нападником з хорошим ударом. Ніколи не уникав двоборств і контактної жорскої гри, завжди сміливо йшов у боротьбу з суперником, ліз у гущавину ніг і тіл, щоб знайти мить для удару по м'ячу. У 1976 році після матчу в Одесі, який «Карпати» виграли, а єдиний гол забив Володимир Данилюк, тодішній тренер «Чорноморця» Ахмед Алескеров на післяматчевій прес-конференції порівняв Данилюка зі знаменитим німцем Ґердом Мюллером, настільки його вразив львівський форвард.